# Paolozzo di Cionarino della Faggiuola
Paolozzo di Cionarino della Faggiuola (Itàlia, s. XV) va ser un noble italià.
Va ser fill il·legítim de Cionarino della Faggiuola, senyor del castell de Selvapiana. A causa de la bastardia va ser exclòs de la successió als títols i terres, els quals van ser usurpats per altres nobles. A més, el seu cosí Paolozzo, que va morir sense descendència, també el va excloure i va llegar els seus béns a la Senyoria de Florència. Aquesta situació va causar-li gran animadversió envers els florentins i al llarg dels anys va intentar sempre cercar fortuna. Va lluitar al costat de Giangaleazzo Visconti, duc de Milà, en les guerres contra els florentins, però a la mort del duc el 1402 es va trobar a mercè dels seus enemics, que el 1404 van enviar tropes amb Jacopo Salviatti al capdavant a lluitar contra diversos castellans gibel·lins, inclosa la família Della Faggiuola, que havien aliats dels Visconti. Tot i ser derrotat, a Paolozzo se li va atorgar el perdó i se li van donar Selvapiana i San Stefano a canvi de prometre no alçar-se en armes. No obstant això, va incomplir la promesa i va rebel·lar-se contra Florència durant els aldarulls entre els florentins i el rei Ladislau I de Nàpols. Malgrat la traïció i ser humiliat, a la mort de Ladislau el 1414 va ser de nou perdonat. Encara tornaria a revoltar-se durant la guerra entre Florència i Filippo Maria Visconti. Va prendre Corneto, Capanna i Montoriuolo, i quan les milícies de Visconti van entrar a la Romanya, envià el seu fill Francesco a ajudar i va prendre, saquejar i cremar Montepetroso i amb les seves mans van matar el castellà florentí. Després d'aquests fets es perd la seva pista.